# Alphabet Inc.
Alphabet Inc. is sinds 2015 het moederbedrijf van Google LLC en enkele andere technologiebedrijven. Het hoofdkantoor is gevestigd in Mountain View, Californië.
Alphabet is evenals Google Inc. opgericht door Larry Page en Sergey Brin. De oprichting maakte deel uit van een forse herstructurering bij Google. Aandelen van Google Inc. zijn omgezet in Alphabet-aandelen maar behielden de aanduidingen GOOG en GOOGL.

## Geschiedenis
Google Inc. werd opgericht in 1998 als het bedrijf dat de zoekmachine Google exploiteerde. In de jaren hierna ging het bedrijf zich naast internetactiviteiten ook bezighouden met andere IT-producten als mobiele telefoons, intelligente thermostaten en zelfrijdende auto's.
Op 10 augustus 2015 kondigde Google Inc. het plan aan om een holding op te richten met de naam Alphabet Inc. Het doel hiervan was dat de vele activiteiten van Google werden verdeeld: de activiteiten op het gebied van websites, software en internettechnologie (zoals de Google-zoekmachine, YouTube en Android) bleven bij een afgeslankt Google Inc.; andere activiteiten, dochterbedrijven en investeringen werden ondergebracht in zelfstandige dochtermaatschappijen van Alphabet. Zo zou de structuur overzichtelijker moeten worden.
Larry Page, de medeoprichter van Google, werd de bestuursvoorzitter (CEO) van Alphabet Inc. Bij Google, voortaan een dochterbedrijf van Alphabet, volgde Sundar Pichai hem op in deze functie, hij had dus voortaan de verantwoordelijkheid voor de kernactiviteiten van het concern.
Alphabet nam op 2 oktober 2015 ook de beursnotering van Google Inc. over. De historische financiële resultaten van Google Inc. werden door Alphabet Inc. voortgezet. Ook op andere manieren, zoals de statuten die op de naam na woordelijk hetzelfde waren, kan Alphabet als opvolger van het oude Google worden beschouwd. De herstructurering werd voltooid rond 1 september 2017: Google Inc. werd toen omgezet in een limited liability company (LLC, vergelijkbaar met een besloten vennootschap), Google LLC. Ook werden toen verschillende dochterbedrijven van Google waarbij dit nog niet eerder was gebeurd, alsnog overgeheveld naar het nieuwe moederbedrijf.
Op 6 september 2023 wees de Europese Commissie Alphabet Inc. aan als poortwachter in het kader van de Verordening digitale markten en werden Google Maps, Google Play, Google Shopping, Google Search, YouTube, Chrome, Android en de online advertentieservice van Alphabet aangewezen als kernplatformdiensten.

## Structuur
Alphabet heeft de activiteiten in drie onderdelen gesplitst:
- Google Services is veruit de belangrijkste activiteit met producten zoals Android, YouTube, Google Zoeken, enzovoort.
- Google Cloud, data opslag.
- Other Bets, hieronder vallen de overige activiteiten waaronder de soms experimentele technologie op biomedisch gebied (Calico en Verily), zelfsturende auto's (Waymo), domotica (Nest Labs), generiek toepasbare kunstmatige intelligentie (DeepMind) en stedelijke innovatie (Sidewalk Labs). Projecten in een prille fase zijn ondergebracht in X (voorheen Google X). Alphabet bezit ook een internettoegangsprovider (Google Fiber) en twee investeringsmaatschappijen: CapitalG en GV (voorheen Google Ventures).

In 2024 waren de uitgave voor onderzoek en ontwikkeling gelijk aan 15% van de omzet.
In 2024 behaalde Alphabet een omzet van US$ 350 miljard, waarvan slechts US$ 1,6 miljard werd gerealiseerd door Other Bets, US$ 43 miljard met Clouddiensten en de rest was afkomstig van Google Services. De inkomsten van Google Services zijn hoofdzakelijk opbrengsten van adverteerders. De Other Bets zijn nieuwe producten die wel veel kosten en investeringen vereisen om tot een verkoopsucces te komen. In 2024 behaalde Other Bets een negatief bedrijfsresultaat van USS$ 4,4 miljard versus een bedrijfswinst van US$ 121 miljard voor Google Services. Op de Clouddiensten maakte Alphabet een bedrijfswinst van US$ 6,1 miljard.

### Resultaten
De resultaten van Alphabet zijn een voortzetting van Google Inc. Voor resultaten van voorgaande jaren zie Google Inc. De lagere nettowinst in 2017 was vooral veroorzaakt door een incidentele last van bijna US$ 10 miljard als gevolg van veranderingen in de Amerikaanse belastingwetgeving. In 2018 werd de winst vóór belastingen gedrukt met US$ 5,1 miljard en in 2019 met US$ 1,7 miljard, in beide jaren als gevolg van een boete van de Europese Commissie.
De investeringen in informatietechnologieinfrastructuur en datacenters laat vanaf 2020 een sterk stijgende lijn zien. In 2020 werd nog US$ 23,5 miljard geïnvesteerd en dit verdubbelde naar US$ 52,5 miljard in 2024. Voor 2025 verwacht Alphabet voor US$ 75 miljard te investeren.
| Jaar | Omzet | Winst-belasting | Netto-resultaat | Inves- teringen | Eigen vermogen | Balans- totaal | Werknemers |
| ---- | ----- | --------------- | --------------- | --------------- | -------------- | -------------- | ---------- |
| 2014 | 66,0  |                 | 14,4            |                 | 104,5          | 131,1          | 53.600     |
| 2015 | 75,0  |                 | 16,3            | 9,9             | 120,3          | 147,5          | 61.800     |
| 2016 | 90,3  | 19,3%           | 19,5            |                 | 139,0          | 167,5          | 72.100     |
| 2017 | 110,9 | 53,4%           | 12,7            |                 | 152,5          | 197,3          | 80.110     |
| 2018 | 136,8 | 12,0%           | 30,7            |                 | 177,6          | 232,8          | 98.800     |
| 2019 | 161,9 | 13,3%           | 34,3            |                 | 201,4          | 275,9          | 118.900    |
| 2020 | 185,5 | 16,2%           | 40,3            | 23,5            | 222,5          | 319,6          | 135.300    |
| 2021 | 257,6 | 16,2%           | 76,0            | 24,6            | 251,6          | 359,3          | 156.500    |
| 2022 | 282,8 | 15,9%           | 60,0            | 31,5            | 256,1          | 365,3          | 190.200    |
| 2023 | 307,4 | 13,9%           | 73,8            | 32,3            | 283,4          | 402,4          | 182.500    |
| 2024 | 350,0 | 16,4%           | 100,1           | 52,5            | 325,1          | 450,3          | 183.300    |

### Aandelen
Per eind 2024 waren er drie aandelenklassen, waarvan er twee op de NASDAQ aandelenbeurs verhandeld. De A-aandelen hebben een beursnotering sinds 19 augustus 2004 en de C-aandelen worden vanaf 3 april 2014 verhandeld. De B-aandelen worden niet ter beurze verhandeld. De A-aandelen hebben een 1 stemrecht en de C-aandelen hebben geen stemrecht. In 2024 stonden er 6,9 miljard A-aandelen uit en 6,2 miljard C-aandelen. De klasse B-aandelen, 887 miljoen stuks, zijn bijna geheel in handen van de oprichters en overige directeuren. Per 31 december 2022 waren er circa 64 aandeelhouders van B-aandelen. Deze aandelen hebben 10 stemmen en hierdoor hebben Page en Brin, hoewel ze geen meerderheid in aandelen meer hebben, toch de controle over het bedrijf. De B-aandelen zijn zo'n 7% van het aantal uitstaande aandelen, maar vertegenwoordigen ruim 60% van het stemrecht.

## Boetes
In 2017, 2018 en 2019 heeft de Europese Commissie drie grote boetes opgelegd. 
- In 2017 kreeg het een boete van € 2,4 miljard. In september 2022 deed de hoogste rechter uitspraak en de boete werd gehandhaafd. In het derde kwartaal van 2024 betaalde het bedrijf de boete van US$ 3,0 miljard, dit is inclusief opgelopen rente.
- In september 2022 deed de rechter uitspraak over een boete opgelegd in 2017. De boete bleef staan, maar werd iets verlaagd naar € 4,3 miljard. Alphabet is in beroep gegaan.
- De boete van € 1,5 miljard opgelegd in 2017 werd in september 2024 door de rechter van tafel geveegd.[8] Bij deze zaak, over de dominante positie van het bedrijf bij online adverteren, is de Europese Commissie in hoger beroep gegaan.